# Invasion of the Body Snatchers (1978)
Invasion of the Body Snatchers (bra: Os Invasores de Corpos, ou Invasores de Corpos; prt: A Invasão dos Violadores) é um filme estadunidense de 1978, dos gêneros ficção científica e horror, dirigido por Philip Kaufman, com roteiro de  W. D. Richter baseado no folhetim The Body Snatchers, de Jack Finney, publicado na revista Collier's em 1954.
Trata-se de uma refilmagem, duas décadas depois, do clássico Invasion of the Body Snatchers, de 1956, porém sem o pano de fundo macarthista e com mais efeitos especiais.[carece de fontes?]

## Enredo
Este é o primeiro remake do filme clássico sobre a paranoia de uma infiltração que troca o cenário da ação de uma cidade do interior para a cidade de San Francisco, na Califórnia. O filme começa quando diversos amigos de Matthew Bennell (Sutherland) começam a notar alterações de comportamento nas pessoas mais próximas. Quando questionados depois, mudam essa opinião e pedem desculpas pelo erro de julgamento. Na verdade, tudo se trata de uma invasão extraterrestre em que os alienígenas vão substituindo as pessoas por réplicas encubadas e geradas em casulos, durante a noite. Na medida em que a invasão aumenta, as réplicas começam a ficar mais ostensivas e Bennell, ele próprio testemunha de uma tentativa de "troca", percebe que ele e seus amigos precisam fugir ou sofrerão o mesmo destino. Mas, em quem acreditar?[carece de fontes?]

## Elenco

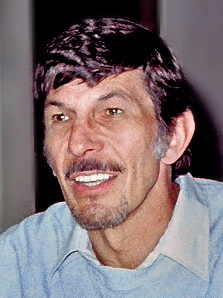
Leonard Nimoy é o Dr. David Kibner.

| Nome                | Personagem                      |
| ------------------- | ------------------------------- |
| Donald Sutherland   | Matthew Bennell                 |
| Brooke Adams        | Elizabeth Driscoll              |
| Jeff Goldblum       | Jack Bellicec                   |
| Veronica Cartwright | Nancy Bellicec                  |
| Leonard Nimoy       | Dr. David Kibner                |
| Art Hindle          | Dr. Geoffrey Howell             |
| Lelia Goldoni       | Katherine Hendley               |
| Kevin McCarthy      | Dr. Miles J. Bennell            |
| Don Siegel          | Motorista de taxi               |
| Tom Luddy           | Ted Hendley                     |
| Stan Ritchie        | Stan                            |
| David Fisher        | Mr. Gianni                      |
| Tom Dahlgren        | Detetive                        |
| Garry Goodrow       | Dr. Boccardo                    |
| Jerry Walter        | Dono do restaurante             |
| Maurice Argent      | Chefe                           |
| Sam Conti           | Camelô                          |
| Wood Moy            | Sr. Tong                        |
| R. Wong             | Sra. Tong                       |
| Rose Kaufman        | Mulher indignada                |
| Joe Bellan          | Harry                           |
| Sam Hiona           | Policial #1                     |
| Lee McVeigh         | Policial #2                     |
| Al Nalbandian       | Homem roedor                    |
| Lee Mines           | Professora                      |
| Michael Chapman     | Faxineiro                       |
| Robert Duvall       | Sacerdote                       |
| Philip Kaufman      | Funcionário público ao telefone |
| Al Perez            | Homem PG&E                      |
| Jeff Scheftel       | Não creditado                   |
| Misty               | Cão boxer do Harri              |

## Premiações
- Indicado

Academy of Science Fiction, Fantasy & Horror Films
Categoria Melhor Ator Donald Sutherland[carece de fontes?]
Categoria Melhor Atriz Brooke Adams[carece de fontes?]
Categoria Melhor Make-Up Thomas R. Burman e Edouard F. Henriques[carece de fontes?]
Categoria Melhor Filme de Ficção Científica]][carece de fontes?]
Categoria Melhor Efeitos Especiais Dell Rheaume e Russel Hessey[carece de fontes?]
Categoria Melhor Ator Coadjuvante Leonard Nimoy[carece de fontes?]
Hugo
Categoria Melhor Apresentação Dramática[carece de fontes?]
Writers Guild of America
Categoria Melhor Drama Adaptado a partir de outro meio W.D. Richter[carece de fontes?]
- Ganhou

Academy of Science Fiction, Fantasy & Horror Films
Categoria Melhor Diretor Philip Kaufman[carece de fontes?]
Categoria Melhor Som Art Rochester[carece de fontes?], Mark Berger[carece de fontes?]e Andy Wiskes[carece de fontes?]
Avoriaz Fantastic Film Festival
Categoria Prêmio Antennae II Philip Kaufman[carece de fontes?]